# João Gomes de Oliveira Guimarães
João Gomes de Oliveira Guimarães (Mascotelos, 29 de Dezembro de 1853 — Tagilde, 20 de Abril de 1912), mais conhecido por abade de Tagilde, foi um sacerdote católico, político e historiador português. Foi um dos pioneiros em Portugal dos estudos de história local e um dos principais especialistas portugueses em diplomática e epigrafia. Foi candidato a deputado, presidente da Câmara Municipal de Guimarães e regedor da Paróquia de São Salvador de Tagilde. Foi organizador da colectânea de documentos históricos Vimaranis Monumenta Historica e sócio distinto da Sociedade Martins Sarmento.

## Biografia
Nasceu na casa dos Abreus, em Bugalhós de Baixo, freguesia de São Vicente de Mascotelos, filho de Jacinto Gomes de Oliveira e de sua esposa Maria Alves de Abreu Pereira, proprietários abastados. Depois de concluir os seus estudos primários na sua terra natal, matriculou-se no Liceu de Coimbra, transferindo-se em 1867 para o Liceu de Braga, onde a sua origem rural, ao tempo uma raridade entre as elites que frequentavam o ensino liceal, lhe granjeou a alcunha de o Santo Amaro, referência à sua terra de origem.
Excelente aluno, terminou o curso liceal em 1872 e inscreveu no ano imediato no curso de Teologia do Seminário de Braga. Concluiu os estudos teológicos em 1875 e no ano seguinte foi ordenado presbítero. Ao longo da década imediata, essencialmente como autodidacta, dedicou-se ao estudo da História, o que o obrigou a adquirir conhecimentos nas áreas da paleografia, da diplomática e da epigrafia, técnicas que considerava imprescindíveis na investigação histórica. Nesta época ligou-se ao grupo que gravitava em torno de Francisco Martins Sarmento e, logo depois da sua fundação, da Sociedade Martins Sarmento.
Depois de ter sido candidato a deputado, foi eleito presidente da Câmara Municipal de Guimarães. Em 1877 foi nomeado pároco de São Salvador de Tagilde, paróquia onde permaneceria até à sua morte em 20 de Abril de 1912. Esta longa permanência naquela localidade, aliada a ter-se tornado uma figura pública, levou a que ficasse conhecido por abade de Tagilde, título com o qual assinou muitos dos seus escritos.

## Obras publicadas
Ao longo de cerca de 30 anos de activa colaboração, o Abade de Tagilde publicou cerca de 1500 páginas em artigos na Revista de Guimarães, a maior parte da série Apontamentos para a História de Guimarães, abordando aspectos da história da cidade de Guimarães. Iniciou a produção de monografias sobre história local das freguesias do concelho de Guimarães, mas publicou apenas a referente a Tagilde. Desse projecto resultou um vasto conjunto de documentos referente às origens e à história das freguesias de Guimarães, actualmente à guarda da Biblioteca da Sociedade Martins Sarmento. Publicou as seguintes monografias:
- Guimarães e Santo António (1895);
- Guimarães e Santa Maria: História do culto de Nossa Senhora do Concelho de Guimarães (1904);
- Monografia de Tagilde;
- Apontamentos para a história do Concelho de Guimarães (1902);
- Vimaranis Monumenta Historica (1908, 2 vols);
- Vimaranis Monumenta Historica a saeculo nono (1929; póstumo).